# هلوهووا
هلوهووا (به چکی: Hlohová) یک منطقهٔ مسکونی در جمهوری چک است که در ناحیه دوماژلیتسه واقع شده‌است. هلوهووا ۶٫۶۵ کیلومتر مربع مساحت و ۲۴۵ نفر جمعیت دارد و ۴۱۲ متر بالاتر از سطح دریا واقع شده‌است.